# Tianhuixinita
La tianhuixinita és un mineral de la classe dels òxids.

## Característiques
La tianhuixinita és un òxid de fórmula química (MoO₃)₃·H₂O. Va ser aprovada com a espècie vàlida per l'Associació Mineralògica Internacional l'any 2022, i encara resta pendent de publicació. Cristal·litza en el sistema hexagonal. És l'equivalent però menys hidratat de la raydemarkita i la sidwil·lita, i més hidratat de la molibdita.
Les mostres que van servir per a determinar l'espècie, el que es coneix com a material tipus, es troben conservades a les col·leccions del Museu Mineral de la Universitat d'Arizona, a Tucson (Arizona), amb el número de catàleg: number 22722, i al projecte RRUFF, amb el número de mostra: R220024.

## Formació i jaciments
Va ser descoberta a les mines de Poe, situades al districte miner de Cookes Peak, dins el comtat de Luna (Nou Mèxic, Estats Units). Aquestes mines són l'únic indret de tot el planeta on ha estat descrita aquesta espècie mineral.